# Hathugattu Forest I, Virajpet
Hathugattu Forest I là một làng thuộc tehsil Virajpet, huyện Kodagu, bang Karnataka, Ấn Độ.